# Paracorophium lucasi
Paracorophium lucasi är en kräftdjursart som beskrevs av Hurley 1954. Paracorophium lucasi ingår i släktet Paracorophium och familjen Corophiidae. Inga underarter finns listade i Catalogue of Life.